# Straumøya
Straumøya – wyspa w fiordzie Saltfjorden w zachodnio-północnej Norwegii.

## Geografia
Wyspa o powierzchni 29,5 km² leżąca w fiordzie Saltfjorden w zachodnio-północnej Norwegii . Administracyjne wyspa znajduje się na terenie gminy Bodø w okręgu Nordland .
Wyspa jest zamieszkana – w 2016 roku mieszkało tu 278 osób .
Na południu wyspę od lądu oddziela cieśnina Sundstraumen, a na wschodzie – od wyspy Godøya (Knaplundsøya), cieśnina Saltstraumen . Nad cieśninami przerzucone są mosty, przez które wiedzie droga krajowa nr 17 .
Na wyspie znajduje się rezerwat przyrody (norw. Straumøya naturreservat) obejmujący ochroną obszary podmokłe stanowiące ostoję ptaków.